# Tim O'Connor (actor)
Timothy Joseph O'Connor (n. 3 iulie 1927, Chicago, Illinois, SUA – d. 5 aprilie 2018, Nevada City⁠(d), California, SUA) a fost un actor american cunoscut pentru activitatea sa prolifică la televiziune, deși a mai avut doar câteva apariții de la începutul anilor 1990. O'Connor s-a specializat în interpretarea unor personaje autoritare și dure: oameni de afaceri, militari și ofițeri de poliție.

## Biografie

### Tinerețea
S-a născut pe 3 iulie 1927, în partea de sud a orașului Chicago. A urmat cursuri de inginerie și actorie radiofonică și a obținut o bursă la Teatrul Goodman, iar apoi a lucrat la postul local de televiziune.

### Carieră
A venit la New York în 1953 și a colaborat la mai multe reprezentații ale spectacolului DuPont Show of the Month, produs de David Susskind⁠(d), jucând alături de actori renumiți ca Jessica Tandy, Boris Karloff și Maureen O'Hara. În anii 1950 și începutul anilor 1960 a jucat pe scenă sau în producții de televiziune, alături de Sir Laurence Olivier, George C. Scott, Edward G. Robinson, Jessica Tandy, Maximilian Schell, Vincent Price și Boris Karloff. Înainte de a se muta în California, a locuit, alături de prima sa soție, Mary Foskett (1957-1974), într-o casă de pe o mică insulă din mijlocul lacului Glen Wild, situată în Bloomingdale, New Jersey⁠(d), la 30 de mile de Manhattan.
În anul 1965 a obținut rolul jurnalistului Elliot Carson în serialul Peyton Place (1964-1969) și s-a mutat în Santa Monica, California, iar interpretarea sa viguroasă și optimistă (în ciuda faptului că personajul fusese închis pe nedrept 18 ani în închisoare pentru uciderea soției sale) a atras atenția criticilor și publicului și a dobândit o recunoaștere națională. O'Connor a apărut în 416 de episoade ale serialului în perioada 1965-1968, până când a fost scos din serial ca urmare a creșterii costurilor de producție.
Printre cele mai cunoscute roluri ale lui O'Connor se numără: dr. Elias Huer în Buck Rogers in the 25th Century, Jack Boland în General Hospital și Elliot Carson în Peyton Place. De asemenea, a avut roluri permanente în serialele Barnaby Jones⁠(d) și Dynasty și a apărut în mai multe episoade ale serialului Cannon. O'Connor a apărut, de asemenea, în filmele The Groundstar Conspiracy⁠(d) (1972), Across 110th Street⁠(d) (1972) și Sssssss (1973).
S-a căsătorit pentru a doua oară în 1979 cu Sheila MacLurg, care locuia în apropierea locuinței sale din Santa Monica Canyon⁠(d), și s-a mutat în 1982 în orașul Nevada City, California⁠(d), împreună cu a ea, într-o casă de pe dealurile orașului. A fondat acolo Teatrul pentru Copii și a fost regizor al The Foothill Theatre Company, înainte de închiderea acestei companii. A continuat să apară în filmele de la Hollywood până în 1997, dar nu s-a retras niciodată. Ultima sa apariție pe ecran a fost în filmul Dreams Awake⁠(d) (2011, alături de Erin Gray⁠(d), una dintre partenerele sale din serialul Buck Rogers in the 25th Century).

### Moartea
Tim O'Connor a murit de cancer de colon la casa sa din Nevada City, California în 5 aprilie 2018, la vârsta de 90 de ani.

## Filmografie selectivă
- Master Minds (1949) – băiatul Hoskins (nemenționat)
- Gunsmoke⁠(d) (1964-1972, serial TV) – Gideon / Arnie Sprague / Kip Gilman
- The Twilight Zone (1963, serial TV, episod: „On Thursday We Leave for Home⁠(d)”) – colonelul Sloane
- The Outer Limits (1964, serial TV, episoade: „Moonstone⁠(d)” și „Soldier⁠(d)”) - maiorul Clint Anderson / Paul Tanner
- Peyton Place (1965-1968, serial TV) - Elliot Carson (personaj permanent)
- Incident In San Francisco⁠(d) (1971) – Arthur Andrews
- The Failing of Raymond⁠(d) (1971) – Cliff Roeder
- Wild in the Sky⁠(d) (1972) – sen. Bob Recker
- The Groundstar Conspiracy⁠(d) (1972) – Frank Gossage
- The Streets of San Francisco⁠(d) (1972-1977, serial TV) - lt. Roy Devitt, SFPD / Frank Maguire
- Across 110th Street⁠(d) (1972) – lt. Hartnett
- Columbo (1972, serial TV, episod: „Double Shock”) – Michael Hathaway
- Sssssss (1973) – Kogen
- The Stranger (1973, film TV) – Dr. devere
- All in the Family (1975, serial TV, episod: „Edith's Friend”) – Roy Johnson
- The Rockford Files⁠(d) (1974, serial TV, episod: „The Dexter Crisis”) - Charles Dexter
- M*A*S*H (1975-1981, serial TV, episoade: „Of Moose and Men” și „Operation Friendship”) – col. Spiker / cpt. Norman Traeger, M.D.
- Columbo (1976, serial TV, episod: „Old Fashioned Murder”) – Edward Lytton
- Wonder Woman (1977-1979, serial TV, episoade: „Judgment from Outer Space” și „The Starships are Coming”) – Andros / colonelul Robert Elliot
- Wheels (1978, miniserial TV) – Hub Hewitson
- Buck Rogers in the 25th Century (1979-1981, serial TV, al doilea personaj principal) – dr. Elias Huer
- Vegas (1981, serial TV, episod: „Nightmare Come True”) – Michael Pierce
- The Dukes of Hazzard⁠(d) (1982, serial TV) – dl Thackery
- Matt Houston⁠(d) (1983, serial TV, episod: „Fear for Tomorrow”) – dr. Elias Baker
- Knight Rider (1983, serial TV, episod: „Brother's Keeper”) – Phillip Hunt
- The A-Team (1984, serial TV, episod: „Semi-Friendly Persuasion”) – Karl Peerson
- La Cruz de Iberia (1990, serial TV, sezonul 5, episodul 6)
- The Naked Gun 2½: The Smell of Fear⁠(d) (1991) – Donald Fenswick
- Star Trek: The Next Generation (1992, serial TV, episod: „The Perfect Mate”) – ambasadorul Briam
- Walker Texas Ranger (1995, serial TV) – Russell Stanley
- Dreams Awake⁠(d) (2011) – Ambrose (ultimul său rol în film)